# Copiapoa hypogaea
Copiapoa hypogaea ist eine Pflanzenart aus der Gattung Copiapoa in der Familie der Kakteengewächse (Cactaceae). Das Artepitheton hypogaea stammt aus dem Griechischen, bedeutet ‚unterirdisch‘ und verweist auf die eingesenkten Triebe der Art.

## Beschreibung
Copiapoa hypogaea wächst meist einzeln, gelegentlich in kleinen Gruppen, selten über der Bodenfläche hinausragend, manchmal sogar vollkommen eingesenkt, mit knolligen Wurzeln. Die einzelnen Triebe sind niedergedrückt kugelig. Sie sind von graubrauner bis grünlicher Farbe und 3 bis 6,5 Zentimeter im Durchmesser groß. Die Epidermis ist auffällig runzelig. Die 10 bis 14 Rippen sind wenig verdreht, breitflach mit kinnartigen Vorsprüngen gekerbt. Die Areolen sind eingesenkt und mit weißer Wolle besetzt. Dornen fehlen meistens; zuweilen sind 1 bis 6 winzige von schwärzlicher Farbe vorhanden.
Die gelben Blüten erscheinen an der Triebspitze und sind weit geöffnet.

## Verbreitung, Systematik und Gefährdung
Copiapoa hypogaea ist in Chile in der Region  Antofagasta im Gebiet um Chañaral auf küstennahen Hügeln verbreitet.
Die Erstbeschreibung erfolgte 1960 durch Friedrich Ritter. Ein nomenklatorisches Synonyme ist Pilocopiapoa hypogaea (F.Ritter) Y.Itô (1981). Taxonomische Synonyme sind Copiapoa barquitensis F.Ritter (1960, nom. inval.) und Copiapoa hypogaea var. barquitensis F.Ritter (1980).
Es werden folgende Unterarten unterschieden:
- Copiapoa hypogaea subsp. hypogaea
- Copiapoa hypogaea subsp. cobrensis Doweld

In der Roten Liste gefährdeter Arten der IUCN wird die Art als „Endangered (EN)“, d. h. als stark gefährdet geführt.

## Nachweise